# Norhafiz Zamani Misbah
Norhafiz Zamani Misbah (né le 15 juillet 1981 à Malacca en Malaisie) est un footballeur malaisien ayant joué pour des équipes de Malaisie.

## Biographie

### Carrière en club
Il commence à jouer au football professionnel en 2000 avec une équipe de Malaisie, le Negeri Sembilan FA, puis le Pahang FA. Il joue pour cette équipe jusqu'en 2008 où il rejoint le KL PLUS FC, club où il joue toujours.

### Carrière en équipe nationale
Il participe à la Coupe d'Asie 2007 avec la Malaisie.

## Palmarès

### En club
- Negeri Sembilan FA :
  - Vainqueur de la Coupe de la Fédération de Malaisie en 2003.
  - Vainqueur de la Coupe de Malaisie en 2011.
  - Vainqueur de la Supercoupe de Malaisie en 2012.

- Pahang FA :
  - Vainqueur de la Coupe de la Fédération de Malaisie en 2006.

## Statistiques

### Buts en sélection
Le tableau suivant liste les résultats de tous les buts inscrits par Norhafiz Zamani Misbah avec l'équipe de Malaisie.